# Bonvillet
Bonvillet este o comună franceză situată în sud-vestul departamentului Vosges, în regiunea Grand Est.

## Geografie
Bonvillet se situează în valea superioară a râului Saône, fiind primul sat în amonte de Darney.
La Forge-Kaitel este un cătun izolat pe drumul spre Épinal.

### Comune limitrofe
|          | Dombasle-devant-Darney |         |
| Relanges |                        | Belrupt |
|          | Darney                 |         |

### Geologie și relief
Comuna face parte din comunele Masivului Vosgian și din „pădurile și comunele numite usagères în secolul al XIX-lea”.

### Seismicitate
Comuna se situează într-o zonă cu seismicitate redusă.

### Hidrografie și apă subterană

#### Rețeaua hidrografică
Comuna este situată în bazinul hidrografic al râului Saône, în cadrul bazinului Rhône-Méditerranée-Corse. Este drenată de râul Saône, pârâul Thuillières, pârâul Grand Moulin, pârâul Joncey și pârâul Étang de Belrupt.
Saône își are izvorul la Vioménil, la poalele Ménamont, la sud de munții Faucilles, la o altitudine de 405 m. Se varsă în fluviului Rhône la Lyon, la o altitudine de 163 metri, după ce traversează valea Saône.
Pârâul Thuillières, cu o lungime totală de 10,8 km, își are izvorul în comuna Saint-Baslemont și se varsă în râul Saône pe teritoriul comunei, după ce traversează patru comune.

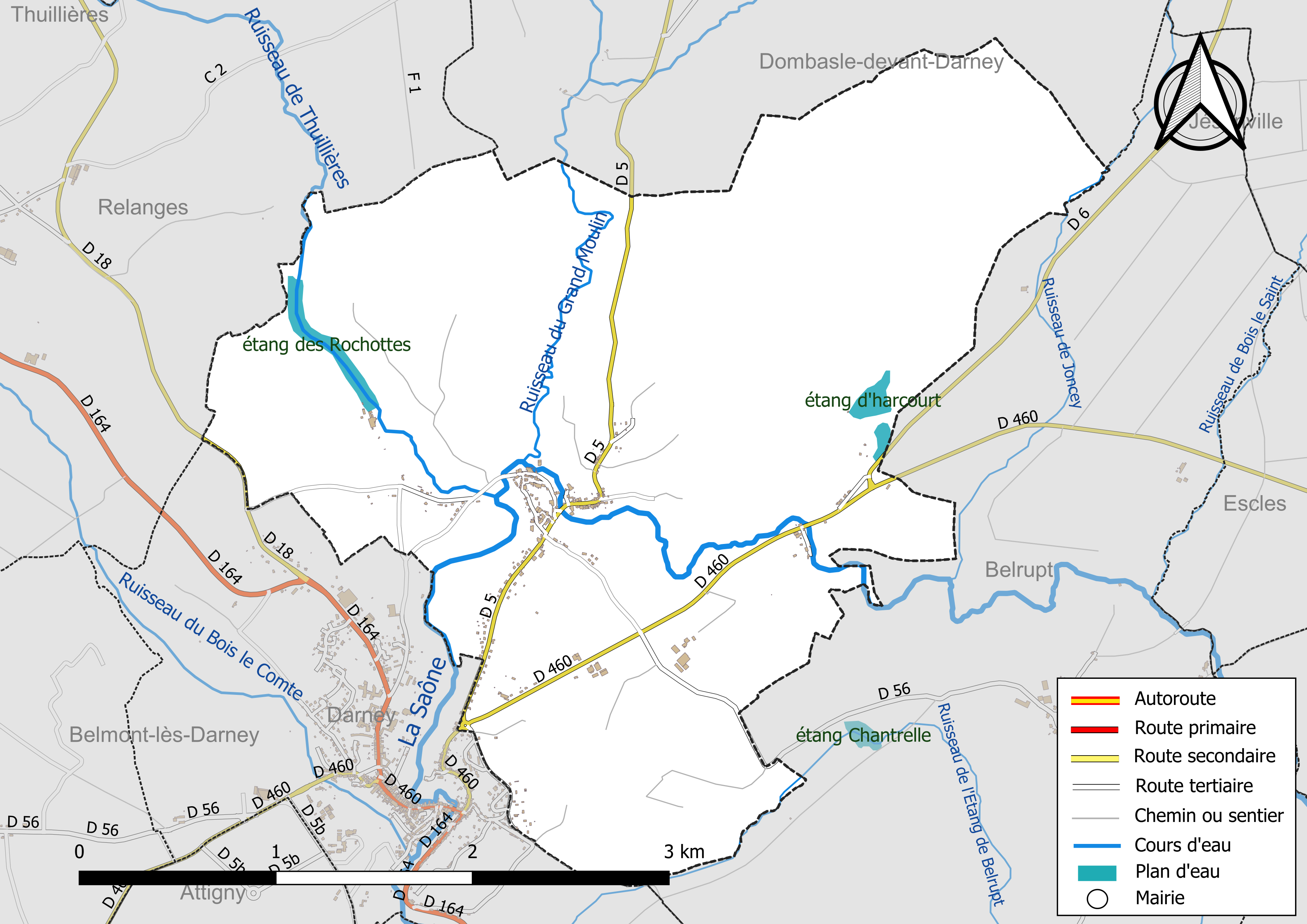
Retele hidrografice si rutiere Bonvillet.

#### Managementul si calitatea apei
Teritoriul comunei este acoperit de schema de amenajare și de gestionare a apelor (SAGE) „Nappe des Grès du Trias Inférieur”. Acest document de planificare, care include teritoriul din zona de distribuție a apelor din pânza freatică a Grès din Triasicul Inferior (GTI), cu o suprafață de 1.497 km², este în curs de elaborare. Obiectivul urmărit este de a stabiliza nivelurile piezometrice ale pânzei freatice GTI și de a atinge un echilibru între extrageri și capacitatea de reîncărcare a pânzei freatice. Schema trebuie să fie coerentă cu obiectivele de calitate definite în SDAGE Rhin-Meuse și Rhône-Méditerranée. Structura responsabilă pentru elaborarea și implementarea acesteia este consiliul departamental al Vosges.
Calitatea apei și a cursurilor de apă poate fi consultată pe un site dedicat, gestionat de agențiile de apă și de Agenția Franceză pentru Biodiversitate.

### Clima
În 2010, clima comunei este clasificată ca fiind de tip montan, conform unui studiu realizat de Centrului Național de Cercetare Științifică (CNRS) pe baza unui set de date care acoperă perioada 1971-2000. În 2020, Météo-France publică o tipologie a climatului pentru Franța metropolitană, în care comuna se află într-o zonă de tranziție între climatul oceanic și climatul continental și este inclusă în regiunea climatică Lorraine, plateau de Langres, Morvan. Această regiune se caracterizează printr-o iarnă aspră (1,5 °C), vânturi moderate și ceață frecventă toamna și iarna.
Pentru perioada 1971-2000, temperatura medie anuală este de 9,7 °C, cu o amplitudine termică anuală de 17 °C. Cumulul anual mediu de precipitații este de 986 mm, cu 12,7 zile de precipitații în ianuarie și 9,7 zile în iulie. Pentru perioada 1991-2020, temperatura medie anuală observată la stația meteorologică Météo-France cea mai apropiată, „Lignéville”, situată în comuna Lignéville la 11 km în linie dreaptă, este de 10,3 °C și cumulul anual mediu de precipitații este de 856,3 mm. Temperatura maximă înregistrată la această stație este de 38,7 °C, atinsă pe 25 iulie 2019; temperatura minimă este de −17,5 °C, atinsă pe 20 decembrie 2009.
Parametrii climatici ai comunei au fost estimați pentru mijlocul secolului (2041-2070) conform diferitelor scenarii de emisie de gaze cu efect de seră, bazate pe noile proiecții climatice de referință DRIAS-2020. Aceștia pot fi consultați pe un site dedicat publicat de Météo-France în noiembrie 2022.

### Rute de comunicații și transport

#### Drumuri
Comuna se află la intersecția drumurilor departamentale D 5 și D 56, în apropiere de Darney.

## Urbanism

### Tipologie
La 1 ianuarie 2024, Bonvillet este categorisită drept comună rurală cu habitat dispersat, conform noii grile comunale de densitate cu șapte niveluri definită de [INSEE]] (Institutul Național de Statistică și Studii Economice) în 2022. Comuna este situată în afara unității urbane. În plus, comuna face parte din zona metropolitană Vittel - Contrexéville, fiind o comună de periferie. Această zonă, care cuprinde 72 de comune, este categorisită în zonele cu mai puțin de 50.000 de locuitori.

### Utilizarea terenului
Ocuparea terenurilor în comună, conform bazei de date europene privind ocuparea biofizică a solurilor Corine Land Cover (CLC), este marcată de importanța pădurilor și mediilor semi-naturale (50,2% în 2018), o proporție aproape identică cu cea din 1990 (50,3%). Repartizarea detaliată în 2018 este următoarea: păduri (50,2%), pajiști (40,3%), zone agricole heterogene (5,9%), zone urbanizate (3,6%). Evoluția ocupării terenurilor în comună și a infrastructurilor sale poate fi observată pe diferitele reprezentări cartografice ale teritoriului: harta Cassini (secolul XVIII), harta de stat-major (1820-1866) și hărțile sau fotografiile aeriene ale IGN pentru perioada actuală (1950 până în prezent).

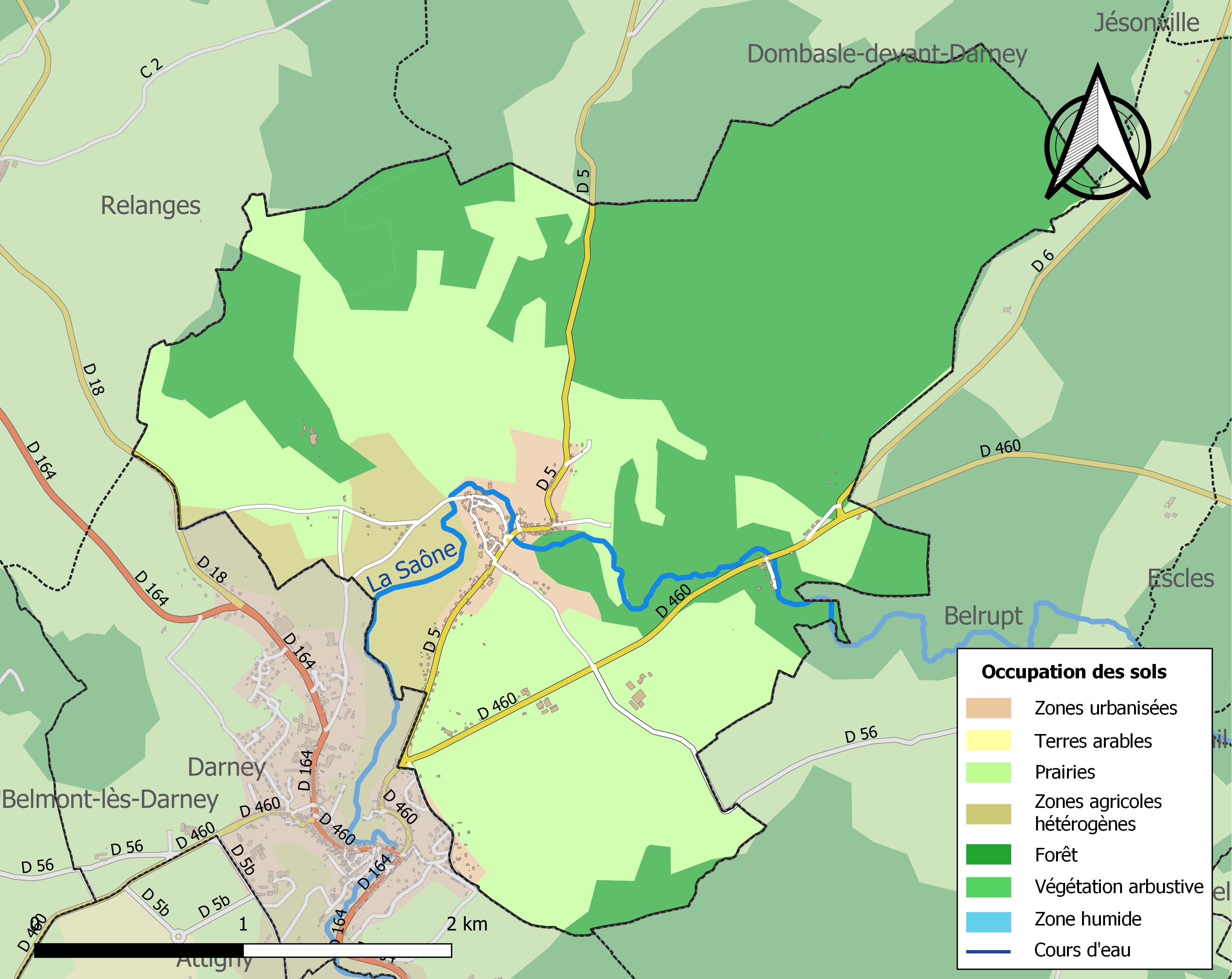
Harta infrastructurii și utilizării terenului a comunei în 2018 (CLC).

## Istorie
Drumul roman Langres-Strasbourg trecea la nord-vest de Bonvillet, sub denumirea de „Creuse Voie”.
Bonvillet aparținea, în perioada Vechiului Regim, Ducatului Lorena. Numele satului, Boisvillers, este atestat încă din 1241 și este ortografiat Bonvellet într-un text al colegiului din Darney datând din 1308. Senioria Bonvillet depindea parțial de Darney și parțial de baronul de Vioménil.
După Revoluție, Bonvillet a făcut parte din cantonul Darney. Din punct de vedere spiritual, Bonvillet depindea de decanatul Faverney, din dieceza de Besançon.
Biserica Saint-Epvre datează din 1764.

## Populația și societatea

### Date demografice
Evoluția numărului de locuitori este cunoscută prin recensămintele populației efectuate în comuna respectivă începând din 1793. Pentru comunele cu mai puțin de 10 000 de locuitori, un recensământ al întregii populații este realizat la fiecare cinci ani, populațiile legale pentru anii intermediari fiind estimate prin interpolare sau extrapolare. Pentru comuna respectivă, primul recensământ exhaustiv în cadrul noului dispozitiv a fost realizat în 2008.
În 2021, comuna număra 278 locuitori, în scădere cu 13,93 % față de 2015 (Vosges: −3,05%, Franța fără Mayotte: +1,84%).
| An        | 1793 | 1821 | 1841 | 1856 | 1876 | 1886 | 1901 | 1921 | 1936 | 1962 | 1982 | 2006 | 2012 | 2021 |
| --------- | ---- | ---- | ---- | ---- | ---- | ---- | ---- | ---- | ---- | ---- | ---- | ---- | ---- | ---- |
| Populație | 388  | 455  | 518  | 481  | 526  | 507  | 385  | 322  | 277  | 294  | 377  | 343  | 333  | 278  |

## Cultura și patrimoniul local

### Locuri si monumente
- Biserica Saint-Epvre din 1764[37][38].
- Patrimoniul rural: serviciul regional de inventariere a realizat o anchetă tematică regională (arhitectura rurală din Lorena: Vôge meridional)[39][40].
- Memoriale[41][42].